# Степанчонок, Иван Андреевич
Ива́н Андре́евич Степанчо́нок (1 января 1918, Харбин, Китайская Республика — 1982) — советский легкоатлет и тренер.
Заслуженный мастер спорта СССР (1947), заслуженный тренер СССР (1972). Выступал за Москву — спортивное общество «Динамо».
4-кратный чемпион СССР в беге на 110 м с барьерами (1937—1943). В 1971—1975 годах — главный тренер сборной СССР по лёгкой атлетике.

## Биография
Родился в семье работников КВЖД. Его старший брат, Василий Андреевич (1901—1943) — лётчик-испытатель, полковник.
Тренировался у Ивана Сергеева. Хотя в десятиборье Степанчонок не стал чемпионом СССР, дважды проиграв первенство Александру Дёмину, показанные результаты вошли по итогам 1939 и 1940 годов в 10 лучших в мире.
На Олимпийских играх 1972 года сборная под его руководством завоевала 9 золотых медалей, что было лучшим результатом среди всех стран.
Когда выяснилось, что у него рак, Степанчонок покончил жизнь самоубийством. Похоронен на Донском кладбище.

## Спортивные достижения
|       | Бег 110 м с/б | Бег 110 м с/б | Десятиборье | Десятиборье |
| Место | Результат     | Место         | Результат   |             |
| ----- | ------------- | ------------- | ----------- | ----------- |
| 1937  | чемпион       | 15,7          |             |             |
| 1938  | 3-е место     | 16,6          |             |             |
| 1939  | чемпион       | 15,2          | 2-е место   | 6886        |
| 1940  | чемпион       | 15,1          | 2-е место   | 6571        |
| 1943  | чемпион       | 15,5          |             |             |
| 1944  | 2-е место     | 15,5          |             |             |
| 1945  | 2-е место     | 15,6          |             |             |
| 1946  |               |               |             |             |
| 1947  |               |               |             |             |
| 1948  | 3-е место     | 14,8          |             |             |
| 1949  | 2-е место     | 15,1          |             |             |

### Рекорды СССР
```
бег на 100 м с/б   15,2             18.06.1939   
Москва

                   15,0              1.07.1939   
Харьков

                   14,6              7.07.1940   
Москва
```

## Тренер

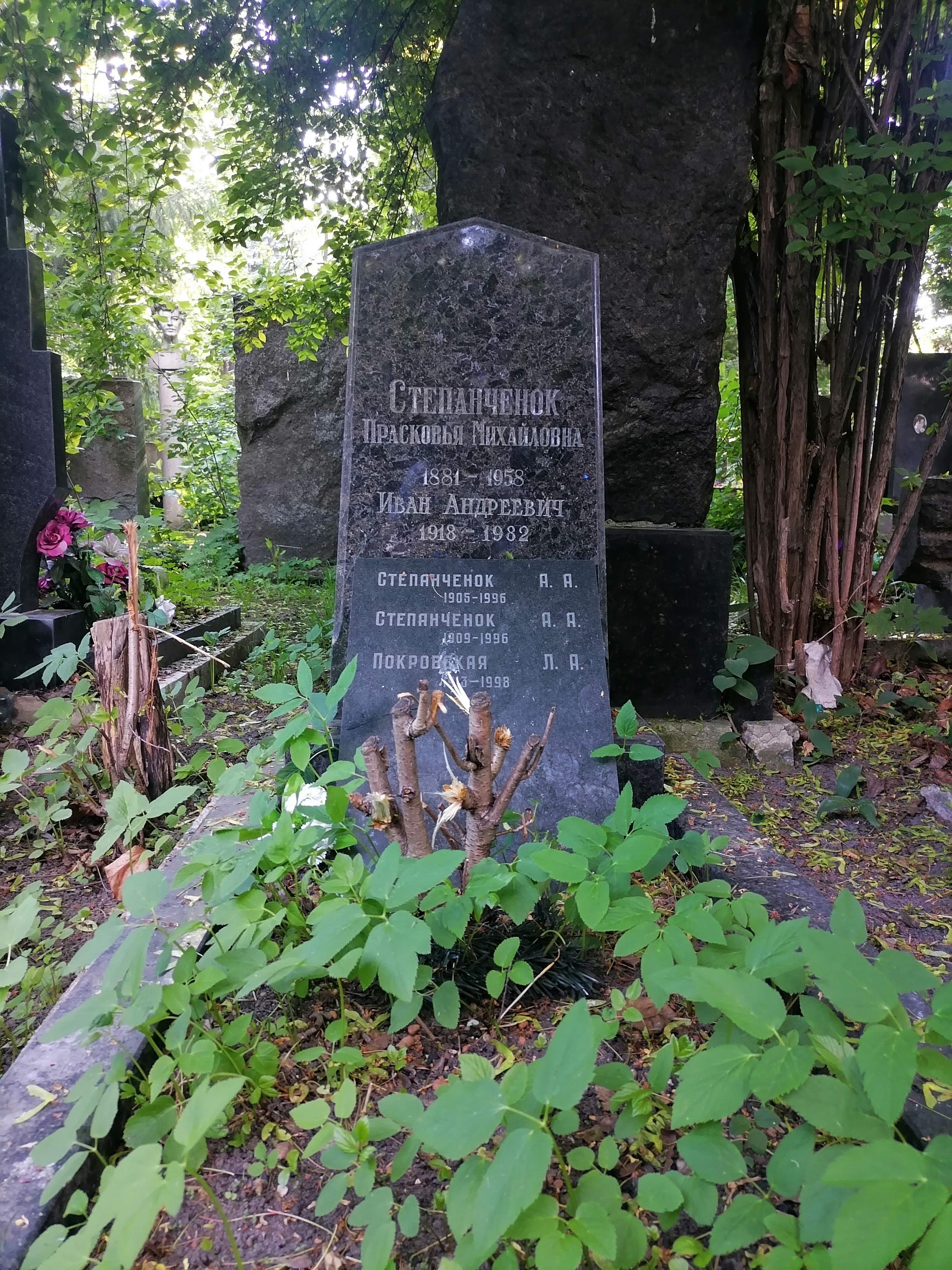
Могила на Донском кладбище

Основные соревнования, на которых выступала сборная СССР под руководством Степанчонка
|        | Место в НКЗ | Медали  | Медали | Медали |
| золото | Место в НКЗ | серебро | бронза |        |
| ------ | ----------- | ------- | ------ | ------ |
| 1972   | 3-е место   | 9       | 7      | 1      |

|        | Место в НКЗ | Медали  | Медали | Медали |
| золото | Место в НКЗ | серебро | бронза |        |
| ------ | ----------- | ------- | ------ | ------ |
| 1974   | 2-е место   | 9       | 3      | 5      |

Кроме того, сборная СССР:
- выиграла Кубок Европы 1973 среди мужчин; в Кубке Европы 1973 среди женщин заняла 2-е место;
- выиграла ряд матчей, включая матчи со сборной США 1973, 1974.

Соавтор:
- Хоменков Л. С., Степанчонок И. А. Легкая атлетика: Учебное пособие для спортивных секций коллективов физической культуры. — М.: «Физкультура и спорт», 1950. — 206 с.

## Награды
- Орден Трудового Красного Знамени (5.10.1972)

### Спортивные результаты
- Лёгкая атлетика. Справочник / Составитель Р. В. Орлов. — М.: «Физкультура и спорт», 1983. — 392 с.